# ブリャチスラフ・ダヴィドヴィチ
ブリャチスラフ・ダヴィドヴィチ（ロシア語: Брячислав Давидович、12世紀初頭 - 1129/30年、一説には1160年代から1180年以前に死去）は、ポロツク・イジャスラフ家(ru)出身の人物（おそらくダヴィド・フセスラヴィチの子）である。イジャスラヴリ公（在位：1127年 - 1128年）。
ブリャチスラフに関する最初の言及は、『イパーチー年代記』の1128年の項における記述である。すなわち、キエフ大公ムスチスラフがポロヴェツ族に対する遠征への参加をポロツク公国の諸公に命じたところ、ブリャチスラフを含む諸公はこれを拒絶した。そのため、ブリャチスラフは配下のドルジーナらと共に、ルコームリでイジャスラフに捕縛された。というものである。また年代記には、ブリャチスラフがその父に対し、南ルーシの諸公への攻撃を進言する記述があるが、ここに父の名は記されていない。歴史家の大半は、文脈より、ブリャチスラフの父をダヴィド・フセスラヴィチとみなしている。さらにO.ラーポフ(ru)は、ブリャチスラフはロゴジュスク公並びにイジャスラヴリ公であったとみなしている。
また、その妻はキエフ大公ムスチスラフの娘・クセニヤであったという指摘がなされている。